# Pseudeuchlora
Pseudeuchlora là một chi bướm đêm thuộc họ Geometridae.